# Anpanman
Anpanman (яп. アンパンマン Ампамман), созданный Такаси Янасэ, детским японским писателем, — одно из популярнейших детских аниме в Японии. Выпускается Nippon Television и Tokyo Movie Shinsha. Каждый мультфильм имеет продолжительность около 20-24 минут, при этом делится на две серии по 10-12 минут.
Янасэ писал истории про Ампанмана с 1968 года. Сериал Soreike! Anpanman (яп. それいけ!アンパンマン Вперёд! Ампамман) не сходит с телевизоров Японии с 1988 и выходит до сих пор. 
На 26 сентября 2006 года книги про него были проданы в Японии тиражом более 50 миллионов копий.
Согласно исследованию, проведённому компанией Bandai в 2005 году, Ампанман являлся самым популярным персонажем для детей в возрасте от 0 до 12 лет.

## Сюжет
Сюжет повествует о супергерое Ампанмане, являющимся ожившей булочкой ампан, которую испёк пекарь дядя Джем. Ампан считает, что должен выручить всех, кто попадает в беду. Будучи по своей природе булочкой, может кормить своей головой голодных. В каждой серии сражается с злодеем Байкинманом.

## Персонажи
Аниме-сериал Anpanman имеет за собой длительную историю. В сюжете постоянно появляются новые персонажи. В 2009 году Anpanman был занесён в Книгу рекордов Гиннесса как анимационный франчайз с наибольшим числом персонажей; на 27 марта того года в 980 первых сериях и 20 фильмах успело появиться 1 768 персонажей.
Ампанман (яп. アンパンマン) — главный герой аниме, чья голова является булочкой, сделанной дядей Джемом. В переводе с японского его имя значит «Человек-хлеб». Ему не нужно есть и пить, чтобы жить. Его слабость — вода или вообще всё, что может испачкать его голову-булочку. Он полностью восстанавливается, если дядя Джем печёт ему новую голову.
Дядя Джем (яп. ジャムおじさん Дзяму Одзисан) — отец Ампанмана и просто очень добрый пекарь. Знает практически всё об этом мире.
Сёкупанман (яп. しょくぱんまん Сёкупамман) — друг Ампанмана. Его голова имеет вид куска хлеба, отрезанного от прямоугольно-формованной буханки белого хлеба.
Байкинман (яп. ばいきんまん) — антигерой с планеты Бактерия. Его имя в переводе с японского значит «Человек-бактерия». Его миссия — уничтожить Ампанмана и распространить бактерии по всему миру.
Докин-тян (яп. ドキンちゃん) — женский персонаж-антигерой, подруга Байкинмана по злодеяниям. Её имя в переводе с японского состоит из двух частей: «доки» — быстро бьющееся сердце (также «доки» созвучно имени главного антигероя — «байкин»), и «тян», уменьшительно-ласкательного суффикса. Она эгоистична, требовательна, жадна, но иногда проявляет доброту, например по отношению к Сёкупанману.
Чиз (яп. チーズ Ти:дзу) — собака, которая живет в пекарне дяди Джема. В манге он стал верным другом Ампанмана после того, как спас ему жизнь. В аниме юный Ампанман обнаруживает, что Чиз голодает, во время своего первого патрулирования, и даёт съесть часть своей головы. Когда Чиз рядом, он может быть отличным помощником.

## Медиа

### Фильмы
- 11 марта 1989: Soreike! Anpanman: Shining Star's Tear (яп. それいけ! アンパンマン キラキラ星の涙 Soreike! Anpanman Kirakira Boshi no Namida)
- 14 июля 1990: Soreike! Anpanman: Baikinman's Counterattack (яп. それいけ! アンパンマン ばいきんまんの逆襲 Soreike! Anpanman Baikinman no Gyakushū)
- 20 июля 1991: Soreike! Anpanman: Fly! Fly! Chibigon! (яп. それいけ! アンパンマン とべ! とべ! ちびごん Soreike! Anpanman Tobe! Tobe! Chibigon)
- 14 марта 1992: Soreike! Anpanman: The Secret of Building Block Castle (яп. それいけ! アンパンマン つみき城のひみつ Soreike! Anpanman Tsumiki-jō no Himitsu)
- 17 июля 1993: Soreike! Anpanman: Nosshi the Dinosaur's Big Adventure (яп. それいけ!アンパンマン 恐竜ノッシーの大冒険 Soreike! Anpanman Kyōryū Nosshī no Daibōken)
- 16 июля 1994: Soreike! Anpanman: Lyrical Magical Witch's School (яп. それいけ! アンパンマン リリカル☆マジカルまほうの学校 Soreike! Anpanman Ririkaru Majikaru Mahō no Gakkō)
- 29 июля 1995: Soreike! Anpanman: Let's Defeat the Haunted Ship! (яп. それいけ! アンパンマン ゆうれい船をやっつけろ!! Soreike! Anpanman Yūreifune o Yattsukero!!)
- 13 июля 1996: Soreike! Anpanman: The Flying Picture Book and the Glass Shoes (яп. それいけ! アンパンマン 空とぶ絵本とガラスの靴 Soreike! Anpanman Soratobu Ehon to Garasu no Kutsu)
- 28 июля 1997: Soreike! Anpanman: The Pyramid of the Rainbow (яп. それいけ! アンパンマン 虹のピラミッド Soreike! Anpanman Niji no Piramiddo)
- 25 июля 1998: Soreike! Anpanman: Palm of the Hand to the Sun (яп. それいけ! アンパンマン てのひらを太陽に Soreike! Anpanman Tenohira o Taiyō ni)
- 24 июля 1999: Soreike! Anpanman: When the Flower of Courage Opens (яп. それいけ! アンパンマン 勇気の花がひらくとき Soreike! Anpanman Yūki no Hana ga Hiraku Toki)
- 29 июля 2000: Soreike! Anpanman: Tears of the Mermaid Princess (яп. それいけ! アンパンマン 人魚姫のなみだ Soreike! Anpanman Ningyohime no Namida)
- 14 июля 2001: Soreike! Anpanman: Gomira's Star (яп. それいけ! アンパンマン ゴミラの星 Soreike! Anpanman Gomira no Hoshi)
- 13 июля 2002: Soreike! Anpanman: The Secret of Roll and Roura's Floating Castle (яп. それいけ! アンパンマン ロールとローラ うきぐも城のひみつ Soreike! Anpanman Rōru to Rōra Ukigumo-jō no Himitsu)
- 12 июля 2003: Soreike! Anpanman: Rubii's Wish (яп. それいけ!アンパンマン ルビーの願い Soreike! Anpanman Rubī no Negai)
- 17 июля 2004: Soreike! Anpanman: Nyanii of the Country of Dream Cats (яп. それいけ!アンパンマン 夢猫の国のニャニイ Soreike! Anpanman Yumeneko no Kuni no Nyanii)
- 16 июля 2005: Soreike! Anpanman: Hapii's Big Adventure (яп. それいけ!アンパンマン ハピーの大冒険 Soreike! Anpanman Hapī no Daibōken)
- 15 июля 2006: Soreike! Anpanman: Dori of the Star of Life (яп. それいけ! アンパンマン いのちの星のドーリィ Soreike! Anpanman Inochi no Hoshi no Dōri)
- 14 июля 2007: Soreike! Anpanman: Purun the Bubble King (яп. それいけ!アンパンマン シャボン玉のプルン Soreike! Anpanman Shabon-Ō no Purun)
- 12 июля 2008: Soreike! Anpanman: Fairy Rinrin's Secret (яп. それいけ!アンパンマン 妖精リンリンのひみつ Soreike! Anpanman Yōsei Rinrin no Himitsu)
- 4 июля 2009: Soreike! Anpanman: Dadandan and the Twin Stars (яп. それいけ!アンパンマン だだんだんとふたごの星 Soreike! Anpanman Dadandan to Futago no Hoshi)
- 10 июля 2010: Soreike! Anpanman: Blacknose and the Magical Song (яп. それいけ!アンパンマン ブラックノーズと魔法の歌 Soreike! Anpanman Burakku Nōzu to Mahō no Uta)

### Корометражки
- Robotan and Onegai Samia Don (ロボタン おねがい!サミアどん) 1989
- Soreike! Anpanman: Omusubiman (それいけ! アンパンマン おむすびまん) 1990
- Soreike! Anpanman: Dokinchan’s Doki Doki Calendar (それいけ! アンパンマン ドキンちゃんのドキドキカレンダー) 1991
- Soreike! Anpanman: Anpanman and His Funny Friends (それいけ! アンパンマン アンパンマンとゆかいな仲間たち) 1992
- Kaiketsu Zorori: «The Wizard’s Apprentice» and «Find the Great Pirate Treasure» (かいけつゾロリ まほう使いのでし 大かいぞくの宝さがし) 1993
- Soreike! Anpanman: Everyone Get Together! Anpanman World (それいけ! アンパンマン みんな集まれ! アンパンマンワールド) 1994
- Soreike! Anpanman: Anpanman on Hapii’s Birthday (それいけ! アンパンマン アンパンマンとハッピーおたんじょう日) 1995
- Soreike! Anpanman: Baikinman and the San-«Bai» Punch (それいけ! アンパンマン ばいきんまんと3ばいパンチ) 1996
- Soreike! Anpanman: We’re Heroes (それいけ! アンパンマン ぼくらはヒーロー) 1997
- Soreike! Anpanman: Anpanman and His Strange Friends (それいけ! アンパンマン アンパンマンとおかしな仲間) 1998
- Soreike! Anpanman: Anpanman and His Fun Friends (それいけ! アンパンマン アンパンマンとたのしい仲間たち) 1999
- Soreike! Anpanman: Yakisobapanman and Burakkusabotenman (それいけ! アンパンマン やきそばパンマンとブラックサボテンマン) 2000
- Soreike! Anpanman: The Amazing Naganegiman and Yakisobapanman (それいけ! アンパンマン 怪傑ナガネギマンとやきそばパンマン) 2001
- Soreike! Anpanman: Tekkanomakichan and Gold Kamameshidon (それいけ! アンパンマン 鉄火のマキちゃんと金のかまめしどん) 2002
- Soreike! Anpanman: The Amazing Naganegiman and Princess Doremi (それいけ! アンパンマン 怪傑ナガネギマンとドレミ姫) 2003
- Soreike! Anpanman: Tsukiko and Shiratama: Heartracing Dancing (それいけ! アンパンマン つきことしらたま〜ときめきダンシング〜) 2004
- Soreike! Anpanman: Snow Black and Motemote Baikinman (それいけ! アンパンマン くろゆき姫とモテモテばいきんまん) 2005
- Soreike! Anpanman: Kokinchan and the Blue Tears (それいけ! アンパンマン コキンちゃんとあおいなみだ) 2006
- Soreike! Anpanman: Horāman and Horāhorako (それいけ! アンパンマン ホラーマンとホラーホラコ) 2007

## Видеоигры

### Famicom
- Anpanman no Oeka Kids
- Anpanman no Hiragana Daisuki
- Soreike! Anpanman — Minna de Hiking Game!

### Playstation
- Kids Station: Soreike! Anpanman
- Kids Station: Soreike! Anpanman 2: Anpanman to Daibouken
- Kids Station: Soreike! Anpanman 3
- Kids Station: Oshaberi Oekaki Soreike! Anpanman

### Game Boy Color
- Soreike! Anpanman: Fushigi na Nikoniko Album
- Soreike! Anpanman: 5tsu no Tou no Ousama

### Nintendo DS
- Soreike! Anpanman: Baikinman no Daisakusen
- Anpanpan to Asobo: Aiueo Kyoushitsu
- Anpanman to Asobo: ABC Kyoushitsu
- Anpanman to Touch de Waku Waku Training
- Anpanman to Asobu: Aiueo Kyoushitsu DX

### Wii
- Anpanman Niko Niko Party

### Sega Pico
- Soreike! Anpanman Eigo to Nakayoshi Youchiende ABC
- Soreike! Anpanman Eigo to Nakayoshi 2 Tanoshii Kaanibaru
- Soreike! Anpanman — Anpanman to Kotoba Asobi
- Soreike! Anpanman: Anpanman to Suuji Asobi
- Gakken Anpanman to Chinou Appu!
- Soreike! Anpanman: Anpanman no Chie no Waarudo
- Soreike! Anpanman Hajimete Asobu Pico Soft: Anpanman Noiro-Kazu-Katachi Nuriemo Dekichauzo!
- Soreike! Anpanman: Anpanman no Hitori de Dekichatta!
- Soreike! Anpanman no Gemu de Asobou Anpanman
- Soreike! Anpanman no Ohanashi Daisuki Anpanman
- Soreike! Anpanman no Medarin Pikku Waarudo
- Soreike! Anpanman no Minna de Kyousou Anpanman!
- Soreike! Anpanman no Medarin Pikku Waarudo 2
- Soreike! Anpanman: Anpanman to Denwa de Asobou!
- Soreike! Anpanman — Anpanman to Tanoshii Drive!
- Anpanman no Hajimete Mouse Pico with Anpanman to Pasokon renshuu!
- Anpanman Pico Wakuwaku Pan Koujou

### Advanced Pico Beena
- Soreike! Anpanman hajimete kaketa yo! Oboeta yo! Hiragana katakana ~gojūon bōdo kinō-tsuki~
- Shoku Iku shirīzu 1 Soreike! Anpanman: sukikirainai ko genki na ko!
- Anpanman no wakuwaku gēmu oekaki
- Anpanman o sagase!
- Soreike! Anpanman kādo de tanoshiku ♪ ABC
- Soreike! Anpanman dokidoki! Resukyū doraibu ~ kānabi-tsuki ~
- Soreike! Anpanman o mise ga ippai! TV de oryōri tsukutchao

### Arcade
- Soreike! Anpanman poppukōn kōji ~you (shodai)

### Playdia
- Soreike! Anpanman: Picnic de Obenkyou

### Music
Anpanman — трек, написанный и исполненный корейской группой Bangtan Boys (BTS) в 2018 году.